# I’m Your Baby Tonight (Lied)
I’m Your Baby Tonight ist ein Lied der US-amerikanischen Sängerin Whitney Houston, das im September 1990 erschienen ist.

## Entstehung und Veröffentlichung
Getextet, komponiert und produziert wurde das Lied gemeinsam von Kenneth Edmonds (Babyface) und Antonio Reid (L.A. Reid).
Die Erstveröffentlichung von I’m Your Baby Tonight erfolgte am 26. September 1990 bei Arista Records, als Teil des gleichnamigen, dritten Studioalbums von Whitney Houston (Katalognummer: 261 039). Zwei Tage später erschien das Lied erstmals als erste Singleauskopplung aus dem Album. Diese erschien zunächst als 7″-Single mit der B-Seite  I'm Knockin’ (Katalognummer: 113 594). Am 8. Oktober 1990 erschien eine CD-Maxi-Single, die um einen „Extended Remix“ zu I’m Your Baby Tonight sowie dem Lied Feels So Good erweitert wurde (Katalognummer: 66 35 94 / 663 784).
Um das Lied zu bewerben, sang Houston es unter anderem während des HBO-Specials Welcome Home Heroes with Whitney Houston.

## Inhalt und Stil
I’m Your Baby Tonight war das letzte Stück, das für das gleichnamige Album aufgenommen wurde und markierte eine Abkehr von Houstons früheren Werken; es ist ein New-Jack-Swing-Titel mit Pop- und R&B-Einflüssen und einem Text, der von Liebe und Verlangen handelt.

## Rezeption
I’m Your Baby Tonight wurde bei den Grammy Awards 1991 für die „Beste weibliche Gesangsdarbietung – Pop“ nominiert.

## Kommerzieller Erfolg

### Chartplatzierungen
I’m Your Baby Tonight avancierte zum Nummer-eins-Erfolg in den US-amerikanischen Billboard Hot 100. Es war Houstons achter Nummer-eins-Hit, eine Leistung, durch die sie mit Madonna als Künstlerin mit den meisten Nummer-eins-Hits zu dieser Zeit gleichzog. Darüber hinaus erreichte es Top-10-Platzierungen in Belgien und den Niederlanden (je Rang 2), Norwegen und Österreich (je Rang 3), Frankreich, Schweden und der Schweiz (je Rang 4), Deutschland und dem Vereinigten Königreich (je Rang 5) sowie Australien (Rang 7).
| ChartsChartplatzierungen       | Höchstplatzierung | Wochen |
| ------------------------------ | ----------------- | ------ |
| Deutschland (GfK)              | 5 (23 Wo.)        | 23     |
| Österreich (Ö3)                | 3 (14 Wo.)        | 14     |
| Schweiz (IFPI)                 | 4 (14 Wo.)        | 14     |
| Vereinigte Staaten (Billboard) | 1 (19 Wo.)        | 19     |
| Vereinigtes Königreich (OCC)   | 5 (11 Wo.)        | 11     |

| ChartsJahrescharts (1991) | Platzierung |
| ------------------------- | ----------- |
| Deutschland (GfK)         | 72          |

### Auszeichnungen für Musikverkäufe
| Land/Region               | Auszeichnungen für Musikverkäufe (Land/Region, Auszeichnung, Verkäufe) | Verkäufe  |
| ------------------------- | ---------------------------------------------------------------------- | --------- |
| Schweden (IFPI)           | Gold                                                                   | 25.000    |
| Vereinigte Staaten (RIAA) | Platin                                                                 | 1.000.000 |
| Insgesamt                 | 1× Gold · 1× Platin ·                                                  | 1.025.000 |

Hauptartikel: Whitney Houston/Auszeichnungen für Musikverkäufe

## Coverversionen
Brandy sang das Lied bei den BET Awards 2012 als Hommage an Houston nach deren Tod.